# ベン・ターピン
ベン・ターピン (Bernard "Ben" Turpin 1869年9月19日 – 1940年7月1日)はアメリカ合衆国のコメディアン、俳優。主にサイレント映画期の活躍で知られる。

## 私生活
1869年9月19日、アメリカ合衆国ルイジアナ州ニューオーリンズで、キャンディ店経営者の息子として生まれる。
ターピンは、最初の妻で女優のキャリー・ルミュー(Carrie Le Mieux)と1907年にシカゴで結婚した。妻キャリーは1923年、インフルエンザに罹患し、聴覚を失ってしまった。打ちひしがれたターピンは、重病の妻をカナダのケベック州にある、重病人の快癒の逸話が多く伝わることで有名なサンタンヌ・ド・ボープレ大聖堂に連れてゆき、妻の快癒を祈願した。妻の病状が重くなるにつれ、ターピンは妻の介護のため俳優業を休むようになった。キャリーは1925年10月2日に亡くなった。
ターピンはカトリック教徒であり、ビバリーヒルズのカトリック教会である「善き羊飼いの教会」(the Church of the Good Shepherd)の会員であるとともに、「カトリック映画業組合」(Catholic Motion Picture Guild)にも所属していた。

## ヴォードヴィル期
ターピンが俳優業を始めたのは、ヴォードヴィルやバーレスク、サーカスにおいてであった。ターピンの外見は、小柄で華奢な体格やブラシのような口鬚、そして藪睨みという特徴的なものであった。特に有名なターピンの藪睨みは、本人の弁によると若い頃に遭った事故の影響であるという。ターピンは藪睨みを、自分の喜劇俳優としてのキャリアに欠かせない物と考えていた。彼と働いたことのある一人は、ターピンは頭をはたかれたりした場合、藪睨みが治ってしまっていないか心配で鏡を確認した、と回想している。ターピンは敬虔なカトリック教徒であったが、藪睨みが治ってしまい、生きるすべがなくなるよう神に祈るぞ、と同僚達に脅されることもあった。
ターピンはロイズで、藪睨みが治ってしまった場合には25,000ドル が支払われるという保険を掛けたことでも有名になった(1920年に広まったこの話では、支払われる保険金は100,000ドルとなっている。この話が本当であったかは疑問がある。なぜなら、このように「トレードマーク」を誇張する芸人の宣伝手法は、当時珍しくなかったからである。)。ターピンは、体を張った激しい喜劇を自分の演技スタイルにし、中でも彼が舞台でやる喜劇的な尻もちのつき方は、とんだり跳ねたりの無鉄砲なパントマイムの世界にいる同僚達さえも驚かせた。ターピンの得意技の1つに、彼が「100と8つ」("hundred an' eight")と呼んだ前方宙返りの技があった。これは、何かに躓いたりして前のめりにこける際、片脚を180度真上に蹴り上げて宙返りをし、仰向けまたは座位の姿勢で着地するというものである。

## 映画

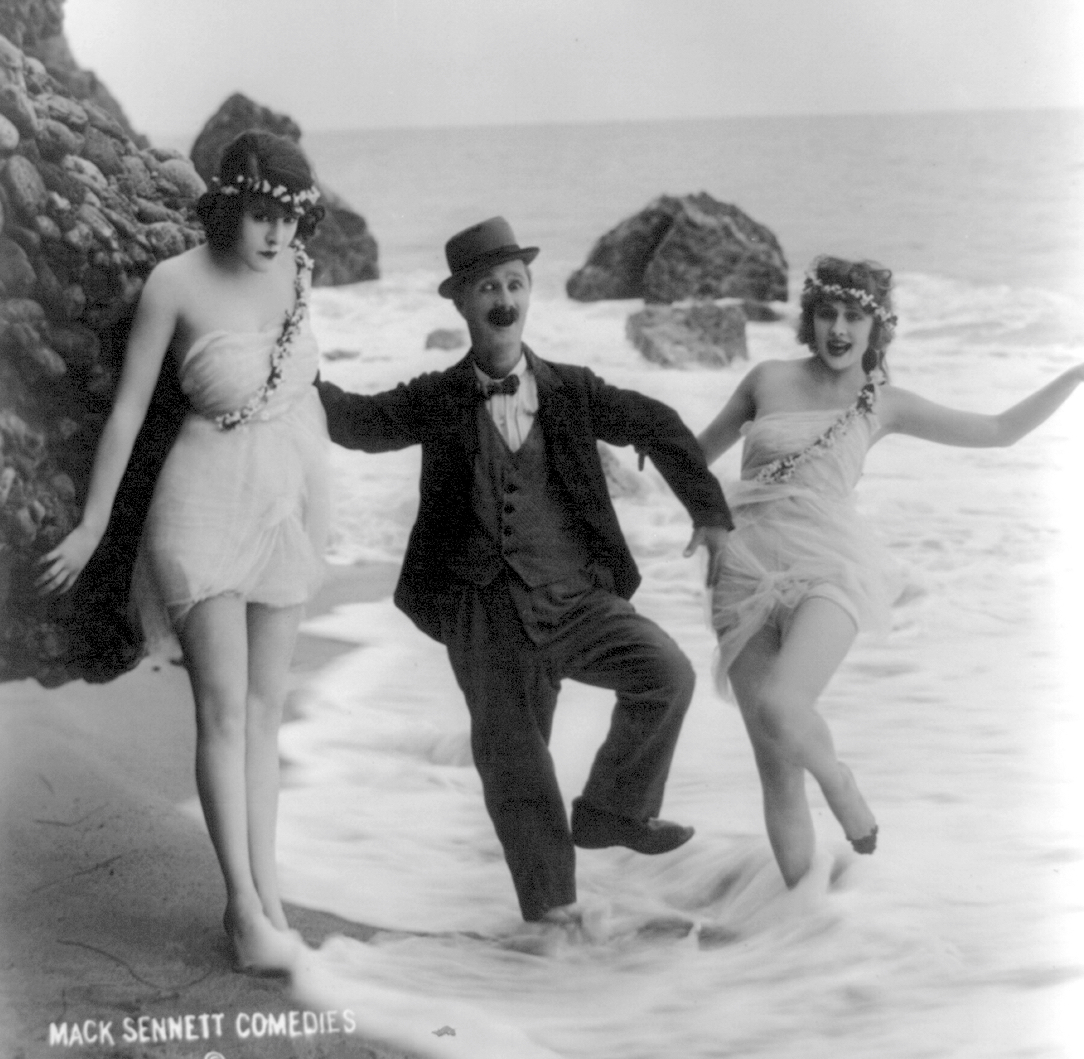
「セネット海水着美人」(Sennett Bathing Beauties)の2人とベン・ターピン(中央) 。

ターピンの映画初出演は1907年、シカゴのエッサネイ・スタジオの喜劇映画でのチョイ役の出演であった。エッサネイ・スタジオでターピンは、俳優としてだけでなく道具方としても働いた。1909年の『Mr. Flip』では、ターピンは映画史上最初の「パイ投げ」でパイを顔面に受けている。1912年には、ターピンは既に映画雑誌でインタビューを受けたり記事を書いたりする程、人気俳優として認知されていた(その前年には最初のインタビューを既に受けていた)。
チャールズ・チャップリンが1915年にエッサネイ・スタジオにやって来ると、スタジオはターピンをチャップリンの共演者に選んだ。チャップリンは映画作家として成熟しており、時間をかけて自分の直感を信じて作業するようになっていた。しかしターピンは、チャップリンのそのようなやり方をもどかしく思っていた。粗野なスタイルのターピンは、細かな仕組みの喜劇より、単純にスラップスティックに価値を置いていた。そのため、チャップリンとターピンのコンビは長く続かず、チャップリンはシカゴを去り、カリフォルニアに向かった。他にもターピンがチャップリンと共演している作品には、『チャップリンのカルメン』がある。元々2巻物であったが、後にエッサネイ・スタジオはターピンの出演シーンを追加撮影し、再編集により映画の長さを倍にした。
チャップリンが去った後、エッサネイ・スタジオは数年しかもたなかった。ターピンもエッサネイの不安定な状況に気付いていたのかもしれない。ターピンもエッサネイを去ってヴォーグ・コメディー・カンパニー(the Vogue comedy company)に移り、そこで一連の2巻物の喜劇の主演を務め、同じくエッサネイ・スタジオ出身のコメディアン、パディー・マクワイア(Paddy McQuire)と共演した。この時期のターピンの喜劇映画の多くは、ターピンの人気が上昇するにつれて、様々な題名を付けられて繰り返し公開された。

## マック・セネットとスターの座
1917年、ターピンは当時業界を主導していた、マック・セネットのキーストン・スタジオに加わった。ターピンの粗野な喜劇のスタイルは、セネットのスタイルに完全に合っていたため、セネット配下の脚本家達も奇天烈な容貌のターピンを、いかつい鉱夫や柔和な紳士、世慣れた恋人、逞しいカウボーイ、恐れ知らずのスタントマンなどといった役柄の引き立て役として起用し、喜劇的な効果を最大に高めようとした。1920年代を通じて、ターピンの演じる役柄は真面目な俳優や時の人のパロディーであることが多かった。例えば、ルドルフ・ヴァレンティノが演じた『シーク』(The Sheik)をもじった主人公「シュリーク」(Shriek、英語の「悲鳴」の意)をターピンが演じた『笑王ベン・タービン』は、ターピンの喜劇の中でも最も人気を博したものの一つである。セネットの下でターピンが出演した映画には、短編だけでなく長編も含まれている。自身の成功を喜んだターピンは、「私はベン・ターピン。週に3,000ドル稼いでいる。」を自己紹介の文句にした。

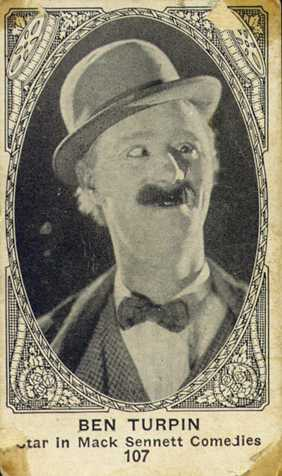
アメリカのキャラメル製造会社が1921年に発行したベン・ターピンの宣伝カード。

1928年、セネットは新たに広まったトーキー映画に対応するため、自分の抱えるスタッフとの契約の大半を打ち切り、スタジオも再編のため閉鎖した。ターピンは、低予算映画を製作していたワイス・ブラザーズ・アートクラス社(Weiss Brothers-Artclass)と契約した。ターピンはそこで1年の間に2巻物の喜劇を製作したが、これらの作品は同社でそれまでに製作された映画の中でも最も野心的なものであろう。同社はターピンの外見の特徴から、Idle Eyes (虚ろな目)や The Eyes Have It(目は物語る)、といった文句で彼の作品を売り込んだ。

## トーキー時代のターピン
1929年にはトーキー映画の到来により、それまでと違う新しい演技、技術を求められた多くのサイレント映画のスターが将来を不安がるようになり、ターピンは引退することを選んだ。ターピンは稼ぎを不動産へ投資して成功していたため、経済的にそれ以上働く必要がなくなっていたのである。映画プロデューサー達はすぐに、ギャグの場面に出演させようとターピンを探し出したが、ターピンは1回の出演につき、セリフがあっても一瞬のカメオ出演でも変わらずに一律1,000ドルの出演料を要求した。そのようなカメオ出演の中で最も記憶されているものに、パラマウント映画配給の『進めオリンピック』(1932年)がある。
この時期にターピンが重要な役を演じたもう一つの作品は、サイレント映画時代のコメディアンが再集結した2巻物の短編映画『キーストン・ホテル』(ワーナー・ブラザース配給、1935年)である。ターピンのいらだったような話声は、彼が若い頃に話していたニューオーリンズ訛の特徴が表れている。ターピンの最後の映画出演は1940年、ローレル&ハーディの『Saps at Sea』であり、彼の藪睨みの顔がジョークのオチとして使われている。ターピンはこの一瞬の顔の撮影と16語のセリフだけで、1,000ドルの出演料を手にした。続いてチャップリンの『独裁者』での出演も予定されていたが、死去により実現しなかった。

## 死

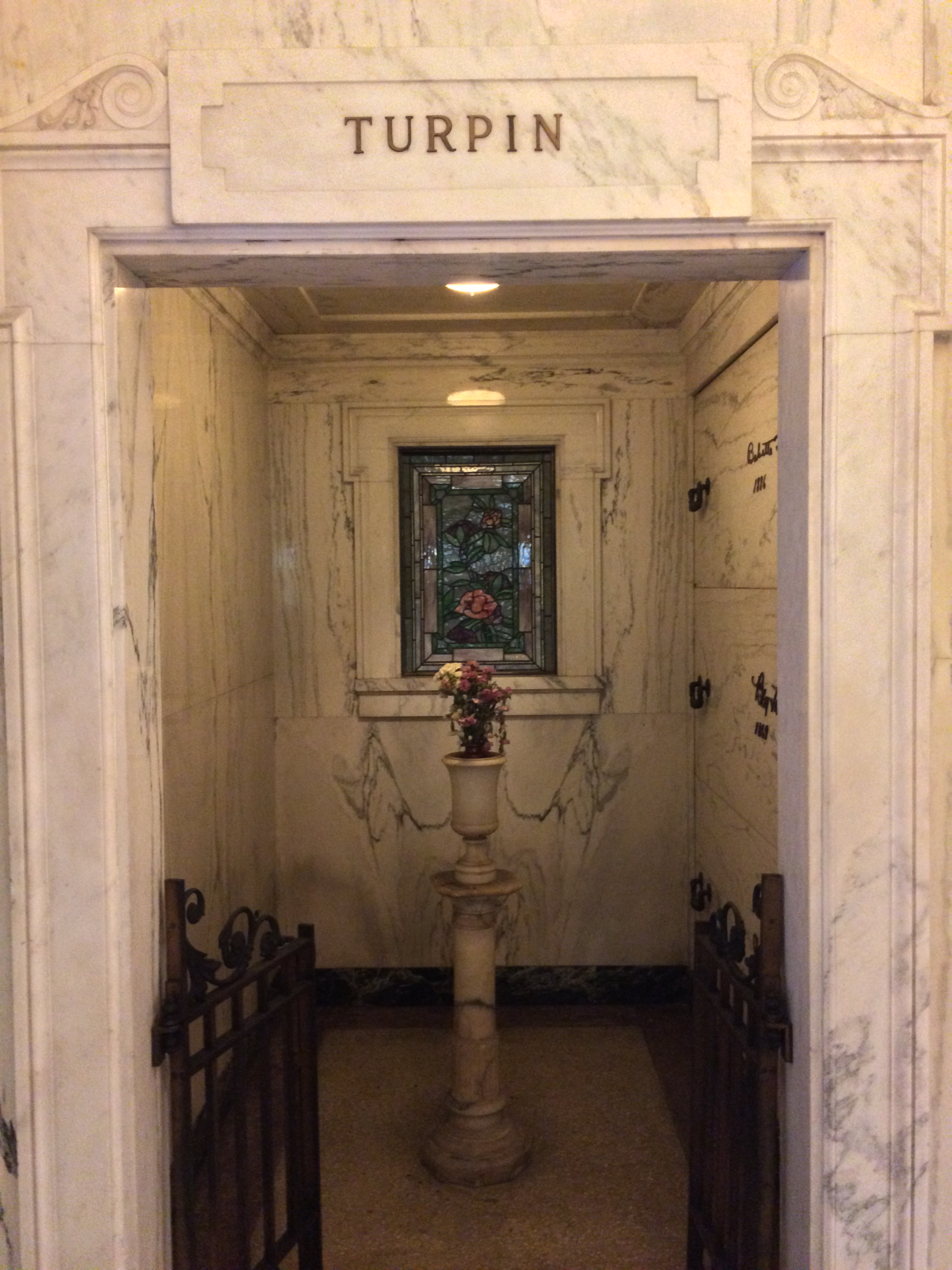
ベン・ターピンが埋葬されている地下聖堂。グレンデール (カリフォルニア州)のフォレスト・ローン・メモリアル・パーク内。

1940年7月1日、ターピンは心臓発作により死去し、自身が所属していたビバリーヒルズの「善き羊飼いの教会」でのミサの後、グレンデール (カリフォルニア州)のフォレスト・ローン・メモリアル・パークに埋葬された。ミサでターピンは、「立派な教会の会員にして、信仰に篤い人」("a fine member of his church, strong in his faith")と讃えられた。葬儀でターピンの棺を担いだ者の中には、同時期に活躍した俳優達、アンディー・クライド、ビリー・ビーヴァン、ジェームズ・フィンレイソン、チャールズ・マレイがいた。

## ターピンの藪睨み
ターピンとセネットは、サイレント映画期を題材にした1939年のテクニカラー映画、『ハリウッド・カヴァルケード』に出演している。この映画では、ターピンが自分の仕事を紹介し、役柄になりきってからセットに行くシーンがある。衣裳部屋でターピンは手鏡を持ち、寄り目になっている右目に合わせるように、全く正常な左目を可能な限り意図的に寄せている。このシーンでは、ターピンは映画のキャラクターとして無理に藪睨みを作っているようにも見える。
1969年の喜劇映画『The Comic』では、ミッキー・ルーニーが架空の喜劇俳優 "Cockeye Van Buren" を演じており、真正の斜視である設定となっている。この役は斜視以外にターピンと似ている点はないが、明らかにターピンをモデルにしている。

## 年表
- 1869年9月19日 ルイジアナ州ニューオーリンズで出生。
- 1897年 オハイオ州出身のノーマ(Norma)と結婚(？)。
- 1900年 テキサス州ヒューストンでの合衆国国勢調査の記録に記載あり。1869年生まれ、結婚して3年のノーマと同居、職業は俳優、父はメキシコ生まれ、母はアイルランド生まれとなっている。
- 1907年 エッサネイの『An Awful Skate』(別題『The Hobo on Rollers』)で映画初出演。
- 1907年 キャリー・ルミュー(1885年生まれ、通称「カナダのキャサリン」)と結婚。
- 1910年 イリノイ州シカゴでの合衆国国勢調査の記録に記載あり。
- 1917年 マック・セネットの下で働き始める。
- 1920年 カリフォルニア州ロサンゼルスでの合衆国国勢調査の記録に記載あり。
- 1925年 病身の妻の介護のため引退を宣言。
- 1925年 妻キャリー・ルミュー死去。
- 1926年7月8日 ドイツ出身のバベッテ・ディーツ(Babette Dietz) と結婚。
- 1930年 合衆国国勢調査の記録に記載。
- 1940年 死去。

## 主なフィルモグラフィ
- 『An Awful Skate; or, The Hobo on Rollers』(1907年)[14]
- 『チャップリンの役者』(1915年)
- 『アルコール夜通し転宅』(1915年)
- 『チャップリンのカルメン』（拡大版）(1916年)
- 『Cupid's Day Off』(1919年)[15]
- 『East Lynne with Variations』(1919年)[16]
- 『When Love Is Blind』(1919年)[17]
- 『No Mother to Guide Him』(1919年)[18]
- 『Uncle Tom Without a Cabin』(1919年)[19]
- 『Salome vs. Shenandoah』(1919年)[20]
- 『Married Life』(1920年)[21]
- 『村の人気者（英語版）』(1921年)[22]
- 『笑王ベン・タービン（英語版）』(1923年)[23]
- 『Asleep at the Switch』(1923年)[24]
- 『大学の花形（英語版）』(1927年)[25]
- 『ハリウッドは大騒ぎ（英語版）』(1932年)[26]
- 『進めオリンピック（英語版）』(1932年)[27]
- 『Keystone Hotel』(1935年)

## 註
1. 1 2  ターピンの生年月日はここでは1869年9月19日としているが、これは1900年の合衆国の国勢調査と、彼の死亡診断書に記載されている生年が1869年だからである。ハリウッドの広告類にはこれ以外の様々な生年が記載されている。ブリタニカ百科事典では、彼の生年は誤って「1874年」と記載されており、ニューヨーク・タイムズの彼の訃報記事は、彼の生年を複数でっち上げて伝えている。ターピンの死亡診断書には、彼の生年月日は1869年9月19日、母の旧姓は「バックリー」(Buckley)と記載されている。インターネット・ムービー・データベースはターピンの生年月日を1869年9月19日と正しく記載している。
2. ↑  “Ben Turpin's Wife Dies”. Reading Eagle. (1925年10月2日) 2010年11月23日閲覧。
3. ↑  “Longs For Tragic Roles”. Montreal Gazette. (1924年4月12日) 2010年11月23日閲覧。
4. ↑  “Wife Of Ben Turpin Is Dead”. The Southeast Missourian. (1925年10月2日) 2010年11月23日閲覧。
5. ↑  Church of the Good Shepherd: Our History
6. 1 2  “Veterans of Films Honor Ben Turpin”. Prescott Evening Courier. (1940年7月4日) 2010年11月23日閲覧。
7. 1 2  “Ben Turpin Funeral Will Be Tomorrow”. Toledo Blade. (1940年7月2日) 2010年11月23日閲覧。
8. ↑  Author, p. 6.
9. ↑  Author, p. 1.
10. ↑  “A Very Brief History of Slapstick”. Splat TV (2003年). 2009年2月24日時点のオリジナルよりアーカイブ。2009年1月29日閲覧。
11. ↑  “Ben Turpin - Biography” (英語). IMDb. 2024年4月17日閲覧。 “He was only glimpsed from then on, mostly in comic cameos for other top stars such as a bit as a plumber with Laurel & Hardy in Saps at Sea (1940), his last.”
12. ↑  Rydzewski, p. 358.
13. ↑  Ginibre, Jean-Louis (2005). Ladies or Gentlemen. New York City: Filipacchi Publishing
14. ↑  Anderson, Gilbert M. 'Broncho Billy' (1907-07-31), An Awful Skate; or, The Hobo on Rollers, Ben Turpin, The Essanay Film Manufacturing Company 2024年4月17日閲覧。
15. ↑  Cline, Edward F. (1919-01-12), Cupid's Day Off, Ben Turpin, Heinie Conklin, Alice Lake, Mack Sennett Comedies 2024年4月16日閲覧。
16. ↑  Cline, Edward F. (1919-02-23), East Lynne with Variations, Ben Turpin, Marie Prevost, Heinie Conklin, Mack Sennett Comedies 2024年4月17日閲覧。
17. ↑  Cline, Edward F. (1919-05-11), When Love Is Blind, Ben Turpin, Heinie Conklin, Marie Prevost, Mack Sennett Comedies 2024年4月17日閲覧。
18. ↑  Kenton, Erle C.; Clair, Malcolm St (1919-06-08), No Mother to Guide Him, Ben Turpin, Myrtle Lind, Heinie Conklin, Mack Sennett Comedies 2024年4月17日閲覧。
19. ↑  Cline, Edward F.; Hunt, Ray (1919-08-31), Uncle Tom Without a Cabin, Ben Turpin, Marie Prevost, Heinie Conklin, Mack Sennett Comedies 2024年4月17日閲覧。
20. ↑  Grey, Ray; Hunt, Ray; Kenton, Erle C. (1919-10-26), Salome vs. Shenandoah, Ben Turpin, Charles Murray, Phyllis Haver, Mack Sennett Comedies 2024年4月17日閲覧。
21. ↑  Kenton, Erle C. (1920-06-15), Married Life, Ben Turpin, Charles Murray, James Finlayson, Mack Sennett Comedies 2024年4月16日閲覧。
22. ↑  “村の人気者 : 作品情報”. 映画.com. 2024年4月16日閲覧。
23. ↑  “笑王ベンターピン：映画作品情報・あらすじ・評価｜MOVIE WALKER PRESS 映画”. MOVIE WALKER PRESS. 2024年4月16日閲覧。
24. ↑  Ruth, Roy Del (1923-10-14), Asleep at the Switch, Ben Turpin, Kewpie Morgan, Madeline Hurlock, Mack Sennett Comedies 2024年4月17日閲覧。
25. ↑  “大学の花形 : 作品情報”. 映画.com. 2024年4月16日閲覧。
26. ↑  “ハリウッドは大騒ぎ : 作品情報”. 映画.com. 2024年4月16日閲覧。
27. ↑  “進めオリンピック：映画作品情報・あらすじ・評価｜MOVIE WALKER PRESS 映画”. MOVIE WALKER PRESS. 2024年4月16日閲覧。

## 主な伝記・評伝
- Author, Unknown (1920). The Little Movie Mirror Books - Ben Turpin.. Ross Publishing Co.. pp. 1–16
- Rydzewski, Steve (2013). For Art's Sake: The Biography & Filmography Of Ben Turpin.. BearManor Media. p. 358. ISBN 978-1593932633
- 〈喜劇映画〉を発明した男　帝王マック・セネット、自らを語る（マック・セネット著、石野たき子訳／新野敏也監訳、2014年、作品社 ISBN 4861824729）
- サイレント・コメディ全史（新野敏也著、1992年、喜劇映画研究会 ISBN 978-4906409013）